# Lepidosauromorpha
Lepidosauromorpha är en taxonomisk grupp av reptiler som omfattar alla diapsider som är närmare släkt med ödlor och ormar än med archosaurier (inklusive krokodiler och fåglar). Den enda levande undergruppen är Lepidosauria med alla ödlor, ormar och bryggödlor. De utdöda medlemmarna tros inkludera plesiosaurierna.